# Кдирова Інеш Осербаївна
Іне́ш Осербаївна Кди́рова (нар. 22 грудня 1970) — українська естрадна співачка, заслужена артистка України. Народилася в Краматорську. Випускниця Київського університету культури та мистецтв. Магістр державного управління (2006, Національна академія державного управління при Президентові України). Президент Асоціації діячів етнічного мистецтва України, Керівник театру казахської пісні «Арман».

## Біографія
Творчу діяльність розпочала у Харківському театрі естради «Домінанта» (1991—1995 роки)
У 1992 році стала переможницею конкурсу «Утренняя звезда». Літом цього ж року отримала перемогу у Міжнародному телевізійному конкурсі молодих виконавців естрадної пісні «Ялта — 92».
У 1993 році стала лауреатом Сочинського Міжнародного фестивалю «Гардемарини естради — 93» та отримала титул «Міс Елегантність естради». Працювала з Е. П'єхою, Л. Вайкуле, Л. Лещенком, Й. Кобзоном, А. Пугачовою, Красовський Іван тенор.
У 1994 р. представила Україну на Міжнародному фестивалі мистецтв «Слов'янський базар».
У 1995—1996 роках працювала у концертно-творчій організації «Київщина». Після цього до 2006 року керувала шоу-гуртом «Білі вітрила» школи мистецтва ім. М. Леонтовича (Київ).
У 1997 р. стала Лауреатом конкурсу молодих виконавців у Вітебську.
У 1998 р. отримала Гран-прі Президента України Леоніда Кучми.
У 1999 році закінчила Київський університет культури і мистецтва. У 2006 році — Національну академію державного управління Президентові України.
З 2002 року — доцент кафедри естрадного співу Національного університету культури і мистецтв. Займається вивченням традиційних культур етнічних спільнот України. Викладає «Фах (сольний спів)» та теоретичний курс «Народна творчість етносів України».
У 2006 році захистила диплом магістра державного управління у Національній академії державного управління при Президентові України.
У лютому 2008 р. Адміністрація Президента Російської Федерації нагородила співачку орденом Катерини II.

## Сольні програми
- 1997 — «Музика душі»
- 2004 — «Вірю тобі»
- 2006 — «Симфонія кохання»
- 2007 — «Вогонь бажання»
- 2010 — «Світ для двох»

## Відеографія
| Назва      | Рік  |
| ---------- | ---- |
| Тиха вода  | 2008 |
| Будем жить | 2012 |

## Сім'я
Має доньку Діану.